# 마늘
마늘은 수선화과의 여러해살이풀로, 학명은 Allium sativum이다.
《박물지》와 《본초강목》에서는 한나라 때 여행가이자 외교관인 장건이 서역에서 들여왔다고 기록하여 중앙아시아가 원산지로 추정된다. 한반도를 비롯한 인근 지역은 그 이후에 전파되었을 것이나 《삼국유사》의 단군 신화에 보이는 것으로 보아 비교적 오래전부터 재배했을 것으로 추정된다. 이 외에도 원산지에 대해서는 유럽, 이집트 등 다양한 지역이 주장되고 있으나 학설이 구구하여 가리기 어렵다. 원산기호 식물로 오랫동안 재배되어 왔다. 땅속의 비늘줄기를 주로 요리에 사용하지만 여린 잎과 줄기도 먹는다. 오랜 역사 동안 식용과 약용으로 재배되어 왔다.
마늘 특유의 매우 자극적인 맛이 난다. 이때문에 맹랄(猛辣, 몹시 매운맛)이라 불리기도 하였다. 마늘 맛의 원인물질은 알리인으로 자체 효소인 알리나아제에 의해 알리신과 여러 유사 물질로 분해되어 독특한 맛을 낸다. 계통상 친족인 양파의 알리나아제는 분자구조가 달라 알리인의 분해 결과가 다르고 결과적으로 맛도 다르게 된다. 마늘에 열을 가하면 특유의 맛과 향이 사라지는데, 통마늘에 열을 가하면 알리나아제가 파괴되어 알리신이 만들어지지 않고, 으깬 마늘에 열을 가하면 알리신이 휘발되기 때문이다.
한지계 마늘과 난지계 마늘이 있으며, 대체로 씨앗이 생기지 않기 때문에 영양번식을 통해 많이 재배한다.
대체로 마늘더미로 보관하는 경우가 많으며 마늘이 숙성되기 위해서는 오랫동안 마늘을 보관했다가 숙성시켜서 먹는 방법이 식이요법(食餌療法, diet therapy)에 좋은 것으로 알려진다.

## 생태

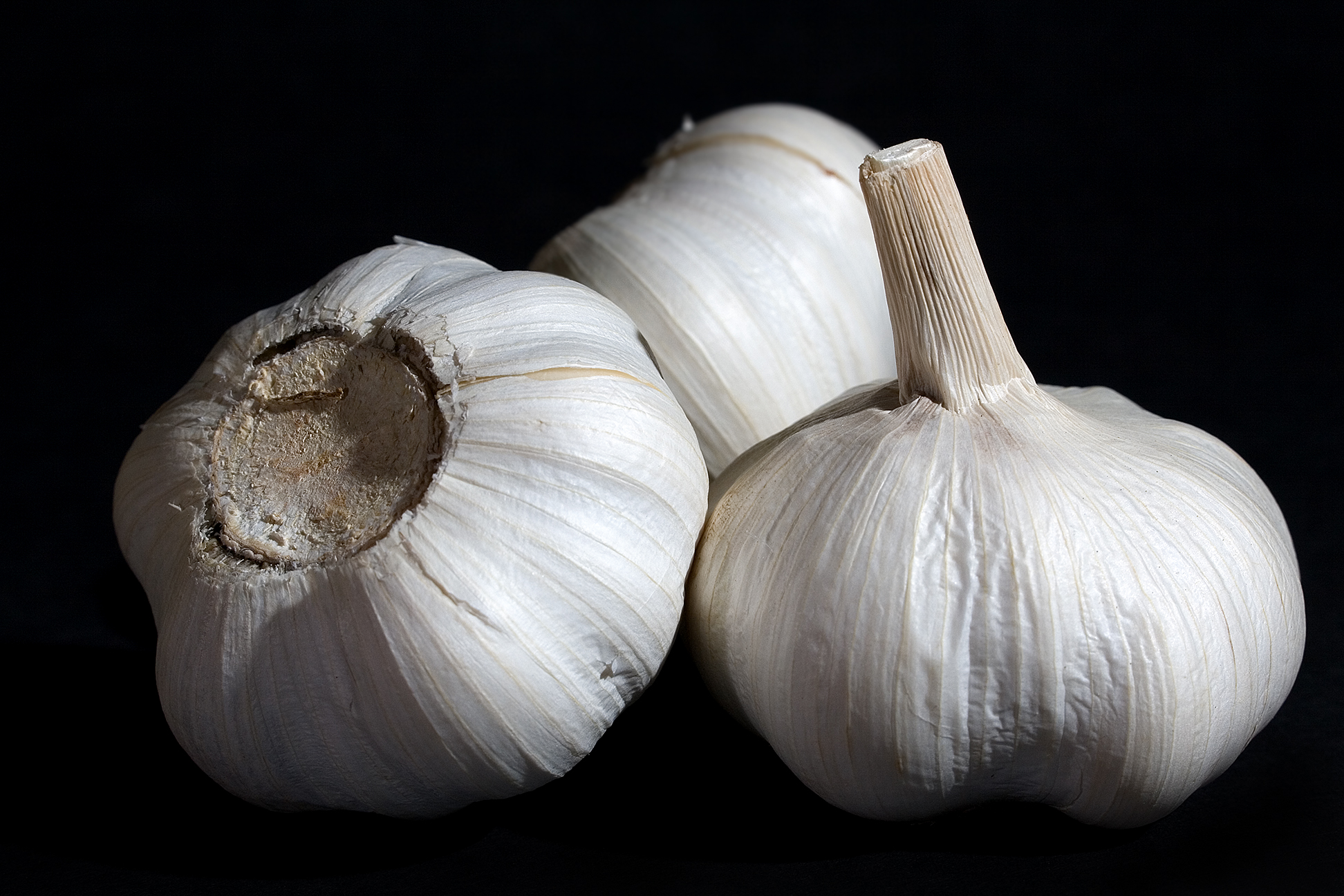
마늘의 비늘줄기

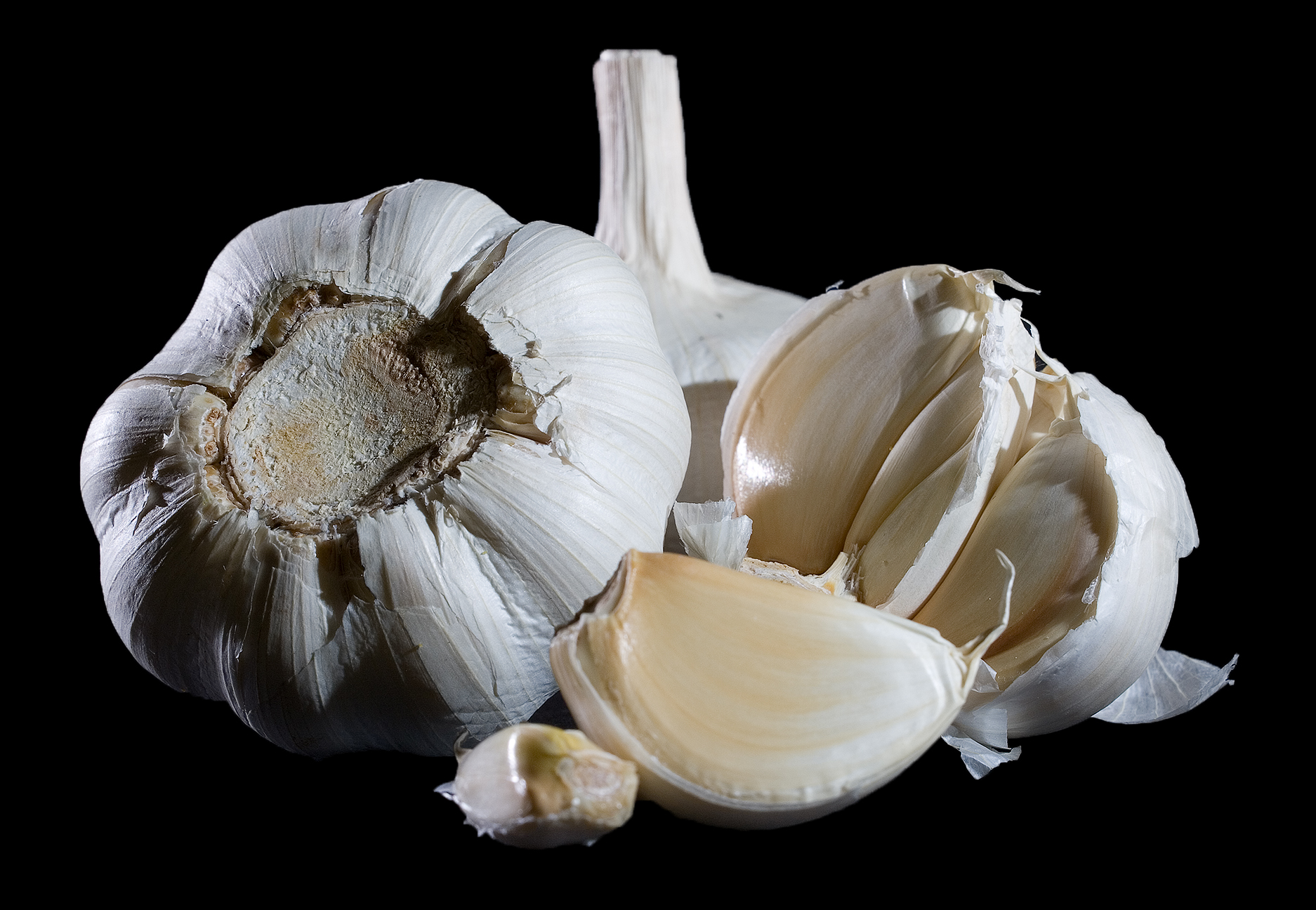
마늘의 비늘줄기 2

여러해살이풀로 60cm가량 자란다. 잎은 어긋나며 길쭉한 피침형이다. 꽃은 보통 연한 자주색으로 핀다. 꽃대가 올라올 무렵 비늘줄기가 생긴다. 비늘줄기는 크고 연한 갈색의 껍질 같은 잎에 싸여 있으며, 안쪽에 4-10개의 작은비늘줄기(마늘쪽)가 꽃줄기 주위에 돌려 붙어 있다. 육쪽마늘이니 팔쪽마늘이니 하는 말은 이 비늘줄기의 수를 가지고 부르는 것이다.
마늘쪽은 등이 활처럼 굽고 3-4모가 졌으며, 붉은 갈색의 비늘잎으로 싸여 있고, 이 속에 새싹을 보호하고 있는 육질의 흰 부분이 있다. 잎은 어긋나고 긴 피침형으로 끝이 흔히 말리며, 밑동은 통 모양의 잎집이 되어 줄기를 감싼다. 7월에 잎 속에서 높이 60cm 정도의 꽃줄기가 나와 곧게 서며, 그 끝에 1개의 큰 산형꽃차례가 달리고, 총포는 길며 부리처럼 뾰족하다. 꽃은 연한 홍자색을 띠며, 꽃 사이에 많은 무성아가 달리고, 꽃받침은 6조각으로 타원상피침형이며, 바깥쪽의 것이 보다 크다. 수술은 6개이며 꽃받침보다 짧고, 밑부분에 2개의 돌기가 있다. 비늘줄기와 잎·꽃줄기에서 특이한 냄새가 난다.

## 재배 역사
| “ | 아, 고기 좀 먹어봤으면. 이집트에서는 공짜로 먹던 생선, 오이, 참외, 부추, 파, 마늘이 눈앞에 선한데, 지금 우리는 먹을 것이 없어 죽는구나. 보기만 해도 지긋지긋한 이 만나밖에 없다니. | ” |
|   | — 민수기 11장 4-6절 |   |

마늘이 정확히 어디에서 발원했는 지에 대해서는 학설이 구구하다. 그러나 고대 이집트의 파라오 쿠푸가 건설한 대피라미드에는 피라미드 건설 노동자에게 양파와 마늘을 지급하였다는 기록이 남아있고 구약성서에서도 유대인이 이집트에 살 시절에 마늘을 먹었다는 기록이 있다. 고대 그리스에서 마늘은 식용과 약용으로 쓰였고:188쪽 고대 로마에서는 마늘을 민중의 음식으로 보아 마늘 냄새 풍기는 사람은 신전에 출입할 수 없는 규정이 있었다. 마늘의 원산지는 중앙아시아 초원지역에서 야생으로 자라던 것이 오랜 고대에 재배가 시작되어 유라시아와 북부 아프리카에 널리 퍼졌다고 보는 견해가 일반적이다.:187쪽
동아시아 지역의 전래는 한나라 시절 장건이 서역에서 가져왔다고 한다. 마늘이 언제 한반도에 유입되었는 지는 명확치 않다. 마늘은 한자로 산(蒜)이라 하지만 《박물지》에는 장건이 마늘을 가져오자 아마도 달래를 가리킨 말이었을 이전의 산(蒜)과 구분하기 위해 마늘을 대산(大蒜) 또는 호산(胡蒜)이라 불렀다는 기록이 있다. 《삼국유사》의 단군 관련 기사에 환웅이 곰과 호랑이에게 주었다는 "마늘 스무 쪽"(蒜二十枚)의 산(蒜)은 마늘이 아니라 달래였을 것이다. 그러나 《삼국사기》 잡지편에는 마늘밭에 대한 기록이 있어 최소 삼국 시대에는 마늘을 재배하였을 것으로 생각할 수 있다. 조선 초 《향약집성방》에서는 마늘을 호마로 표기하고 있으며 재배하였다고 기록하고 있다.

## 품종

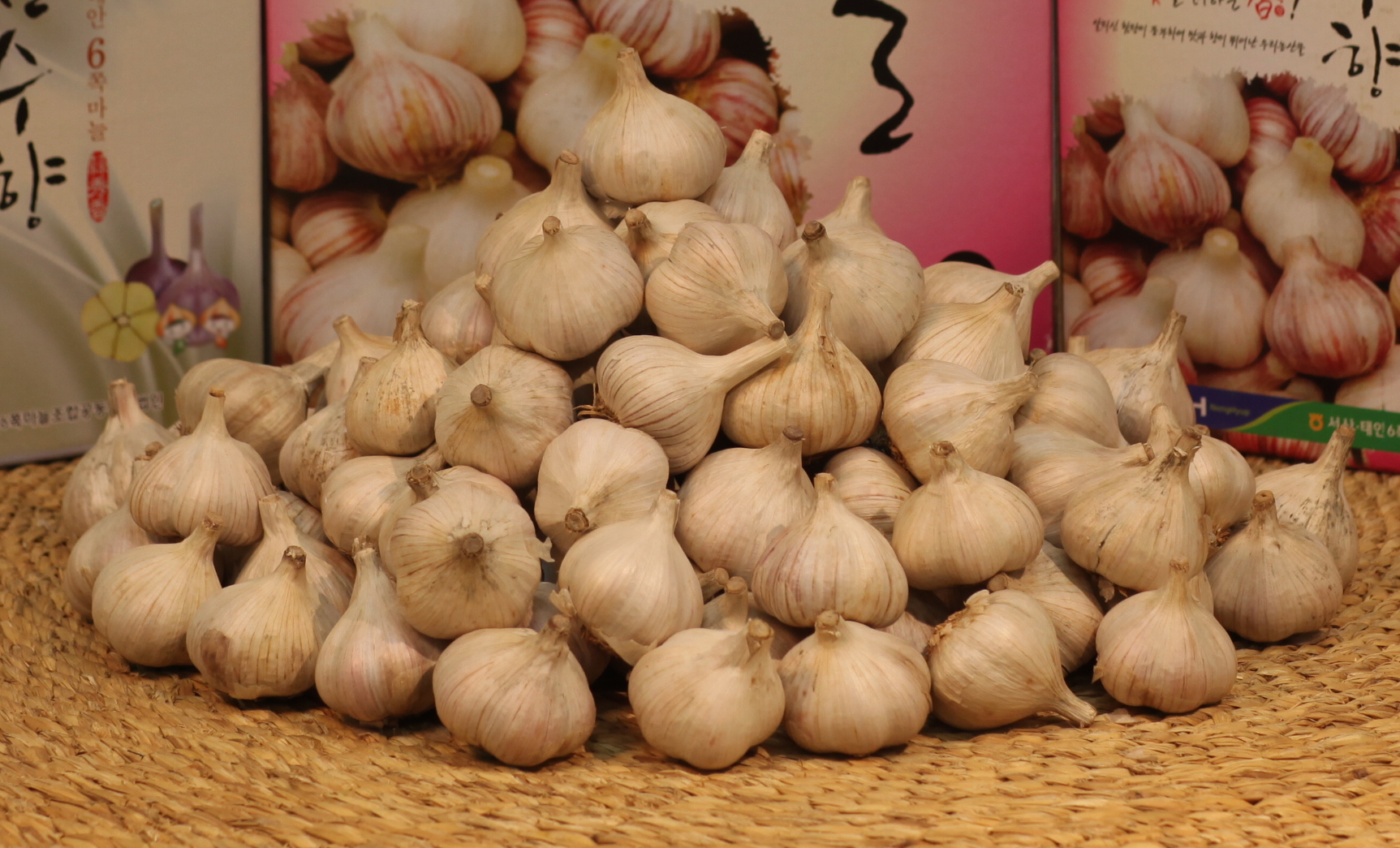
육쪽마늘

마늘의 품종은 크게 보아 추운 지역에서도 자라나는 한지형과 온대 및 아열대에서 자라는 난지형으로 구분할 수 있다. 마늘의 재배지역에 따라 볼 때 충청남도 서산시의 서산종은 한지형, 제주특별자치도의 제주종이나 해남군의 해남종은 난지형이다. 한지형은 비늘줄기의 쪽수가 6-7 쪽으로 적고 난지형은 9 -10 쪽으로 많다. 육쪽마늘이라는 명칭은 한지형 마늘을 가리킨다. 난지형은 비교적 껍질이 얇고 쪽 수가 많아 장아찌를 담구어 먹기 때문에 장손마늘이라고 불리기도 한다.
대한민국에서 재배되는 한지형 마늘은 대부분 중국에서 유래한 것이고, 난지형인 대서마늘은 스페인 종을 유입한 것이다.

## 재배
마늘은 한파에 약하고 가뭄에도 취약하여 전세계적으로 온대와 아열대 지역에서 재배한다. 더위에도 약하여 한지형의 경우 6월 하순경에는 지상부가 마르고, 약 3개월간 휴면기에 들어간다. 파종 후 저온기를 경과하여야 비늘줄기의 비대가 촉진되므로 한지형은 대개 10월 하순·11월 상순에 파종하는 데, 이보다 빨리 파종하여 연내에 지상부가 자라날 경우 추위에 약하게 된다. 봄에 파종할 경우에는 해동되자마자 파종해야만 비늘줄기가 알차게 성숙된다. 파종시에 흙덮기(복토)를 얇게 하면 솟아 나와서 동해를 입으므로 약 2-3cm가량 흙을 덮고 그 위에 두엄을 덮어서 보온하고, 이듬해 3월 중·하순에 벗긴다. 난지형은 9월쯤 파종하여 다음해 5-6월에 수확한다.
마늘의 비늘줄기는 오랫동안 보관할 수 있어 수확이 끝난 뒤 저장하였다가 시장의 가격을 보며 출하하는 것이 보통이었다. 그러나 최근에는 사용 용도에 따라 다양한 형태의 마늘 수요가 생겨 잎과 줄기를 사용하는 풋마늘 출하도 늘고 있다. 마늘의 꽃 줄기는 마늘종이라고 꽃대가 올라오면 이것을 수확하여 판매한다.
번식은 보통 비늘조각에 의하나 주아(珠芽)를 배양하여 사용하기도 한다. 이와 같이 마늘은 영양 번식에 의해 재배되므로 한 번 바이러스에 감염되면 계속해서 바이러스에 감염된 것을 심게 되어 생산량이 현격히 줄어든다. 비늘조각의 바이러스 감염 문제를 해결하기 위해 일본과 미국 등에서는 조직배양을 통해 바이러스를 제거한 무병종구를 파종에 사용한다.

## 성분
수분 70%, 탄수화물 20%, 단백질 1.3%이며, 가식부의 무기물은 10,000분 중 회분 99, 칼륨 33, 칼슘 21, 마그네슘 5, 인산 5등이 들어 있고, 비타민 B1, B2, C를 소량 함유한다. 마늘 특유의 자극적 냄새와 매운맛은 알리신에 의하는데, 이는 전초(全草), 특히 비늘줄기에서는 알리인 상태로 존재하다가 세포가 죽거나 파괴되면 공존하는 효소 알리나아제에 의해 분해되어 항균성 물질인 알리신으로 되는 것이다.

### 이용
비늘줄기는 양념으로 널리 애용되며, 구워 먹기도 하고 생으로 이용하기도 한다. 또 마늘종(꽃줄기)의 연한 것은 고추장속에 넣었다가 반찬으로 이용하고, 아직 여물지 않은 마늘은 설탕·초·간장에 절여 마늘장아찌를 만든다. 약용주로 마늘주를 담그기도 하며, 분말로 가공된 마늘이 시판되고 있다. 생약의 호산은 비늘줄기를 말하며, 한방에서는 비늘줄기를 이뇨·거담, 살충·구충·건위 및 발한약으로 사용한다. 구미 각국에서도 소스·육가공 및 향신료로 널리 쓰이며, 세계에서 마늘 소비가 가장 많은 나라는 중국과 남아메리카 북부의 여러 나라이고 한국도 많은 편이다.
김치와 같은 반찬을 만들 때 부속 재료로 사용되며, 여러 음식에 두루 양념으로 쓰인다. 제주도에서는 여린 잎이나 비늘줄기를 간장에 담근 마농지(마늘 장아찌)를 담근다.

## 약효
고대 올림픽에 출전했던 선수들이 스태미나 증진을 위해 마늘을 먹었으며, 서양의 의성 히포크라테스와 철학자 아리스토텔레스는 마늘을 근육이완제와 이뇨제, 설사와 피부병 치료에 사용했다. 히포크라테스는 "먹거리로 고치지 못하는 병은 의사도 치료하지 못한다"는 말을 남겼다.
고대 유대인들이 모세의 인도 아래 애굽을 탈출하여 시나이반도를 유랑할 때 일사병에 걸리지 않고 체력 유지를 위해 마늘을 먹었다.
마늘은 항암 및 고혈압 · 동맥경화 예방효과를 갖고 있으며 불면증 치료에도 도움을 주는 것으로 알려져 있다.
동양의 한의학에선 옛부터 마늘이 "냄새를 빼고는 100가지 이로움이 있다"고 하여 '일해백리(一害百利)'라고 불렀다.
옛날 한국의 조상들은 바구미를 퇴치하기 위해 쌀독에 마늘을 넣어 두거나 혈액순환 잘되라고 베개 속에 마늘 3∼4쪽을 넣고 자기도 했다. 또 신경통을 완화시키려 목욕물에 마늘을 넣기도 했다.
1999년도 대한비뇨기과학회에서 발표된 논문에서, 마늘을 많이 먹으면 전립선암을 예방할 수 있다는 연구결과가 발표되었다.
마늘 냄새를 내게 하는 성분 알리신은 강력한 살균작용을 한다. 독감이나 치질, 아토피성 피부염에 시달리는 사람에게 효과적이다. 마늘 3∼4쪽을 물에 삶아 냄새를 완화시킨 뒤 욕조 안에 띄우고 목욕을 한다.
2003년 사스, 2021년 코로나19(사스2)에서 한국인들이 코로나바이러스에 대한 면역력이 강한 이유로 김치에 들어있는 마늘 때문이라는 소문이 돌았다. 관련된 전문가들의 연구도 있었다.
장 부스케 프랑스 몽펠리에 대학교 폐의학과 명예교수팀과 세계김치연구소의 공동 연구 결과는 면역학 분야 국제 학술지(Clinical and Translational Allergy) 2000년 12월호에 실렸다. 장 부스케 명예교수는 “김치는 항산화 성분이 풍부한데다 TRP 활성을 낮출 수 있어 코로나19 증상 완화에 매우 효과적인 식품”이라며 “한국에서 코로나19로 인한 사망률이 낮고, 중증환자가 적은 것은 김치 덕분일 수 있다”고 강조했다. 부스케 교수는 세계보건기구(WHO)의 만성 호흡기 질환 퇴치를 위한 책임자로 일한 바 있다.
서양에서 마늘은 드라큐라를 퇴치하는 식품이다. 서양에서도 역병이나 각종 전염병에 마늘이 매우 유효하다는 경험에 따라, 마늘이 악귀를 물리친다는 주장이 널리 퍼졌다.
중국에서는 마늘차가 오래전부터 발열, 두통 그리고 콜레라로 인한 장염에 활용되어 왔다.
대한민국의 1인당 연간 마늘 소비량은 7kg으로 1kg도 안 먹는 다른 나라들과 압도적인 차이로 1위를 차지하고 있다. 그러나 중국이 인구가 많아서 전체 마늘 소비량은 세계 최대로 알려져 있다. 다만 한국처럼 1인당 연간 마늘 소비량이 많지는 않다.

## 마늘 주요 국가별 생산량
2017년 기준으로 전 세계 마늘 생산량은 약 2,820만 톤이다. 이 가운데 중국이 전체 생산의 78.72%를 차지하고 그 뒤를 이은 인도가 6.02%를 차지하고 있다.
| 국가                                         | 생산량 (백만 톤) | 원 도표                                                                                |
| -------------------------------------------- | ---------------- | -------------------------------------------------------------------------------------- |
| 중국                                         | 22.2             | 중국(78.72%) 인도(6.02%) 방글라데시(1.41%) 이집트(1.06%) 대한민국(1.06%) 러시아(1.06%) |
| 인도                                         | 1.7              | 중국(78.72%) 인도(6.02%) 방글라데시(1.41%) 이집트(1.06%) 대한민국(1.06%) 러시아(1.06%) |
| 방글라데시                                   | 0.4              | 중국(78.72%) 인도(6.02%) 방글라데시(1.41%) 이집트(1.06%) 대한민국(1.06%) 러시아(1.06%) |
| 유럽 연합                                    | 0.3              | 중국(78.72%) 인도(6.02%) 방글라데시(1.41%) 이집트(1.06%) 대한민국(1.06%) 러시아(1.06%) |
| 이집트                                       | 0.3              | 중국(78.72%) 인도(6.02%) 방글라데시(1.41%) 이집트(1.06%) 대한민국(1.06%) 러시아(1.06%) |
| 대한민국                                     | 0.3              | 중국(78.72%) 인도(6.02%) 방글라데시(1.41%) 이집트(1.06%) 대한민국(1.06%) 러시아(1.06%) |
| 러시아                                       | 0.3              | 중국(78.72%) 인도(6.02%) 방글라데시(1.41%) 이집트(1.06%) 대한민국(1.06%) 러시아(1.06%) |
| 세계                                         | 28.2             | 중국(78.72%) 인도(6.02%) 방글라데시(1.41%) 이집트(1.06%) 대한민국(1.06%) 러시아(1.06%) |
| 식량 농업 기구의 공식, 준공식 발표 자료 포함 |                  |                                                                                        |

중국은 2000년대 이후 재배 면적이 크게 늘어난 추세이고 한국의 경우 재배 면적이 줄어드는 추세이다.

## 사진

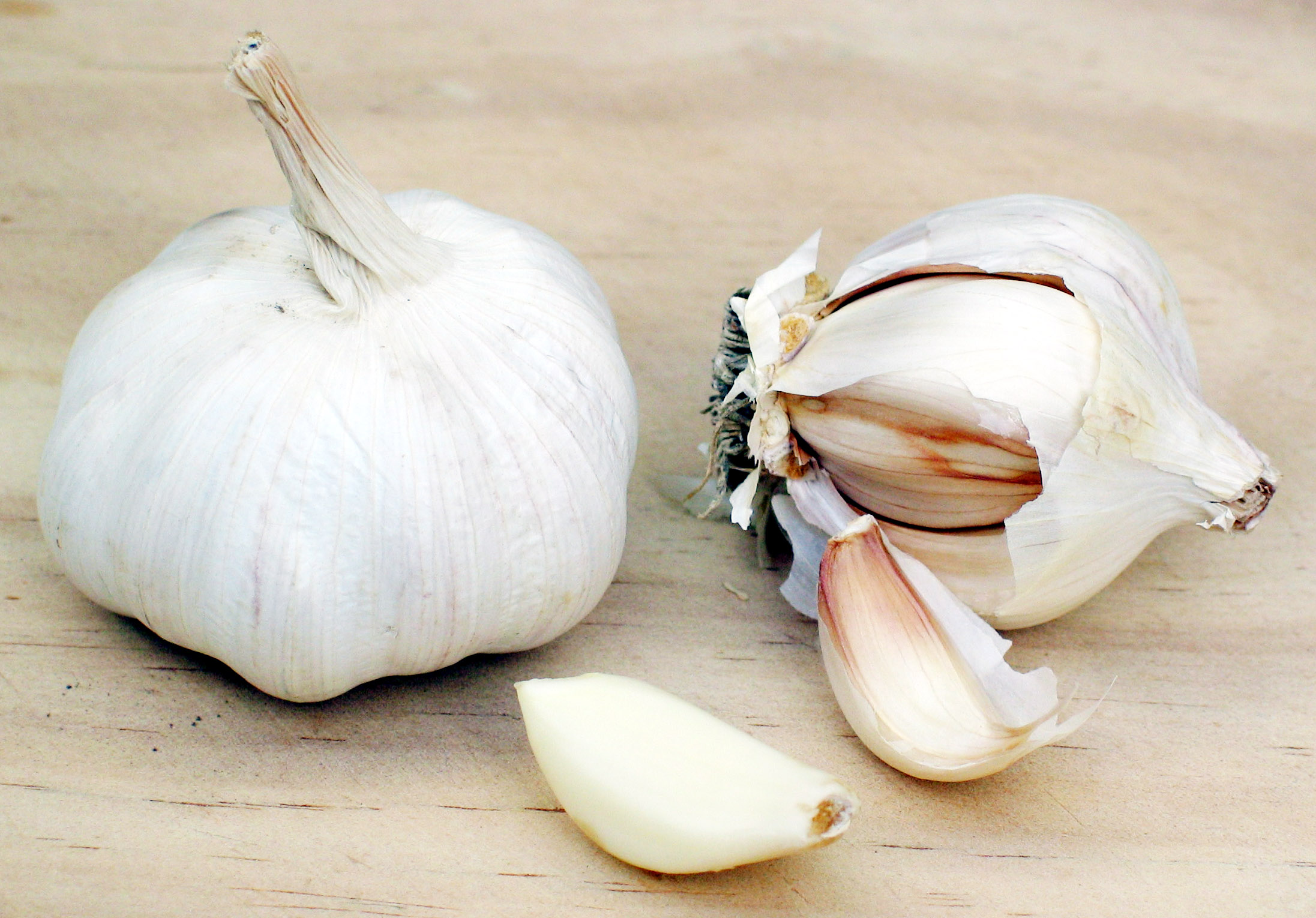
마늘의 비늘줄기
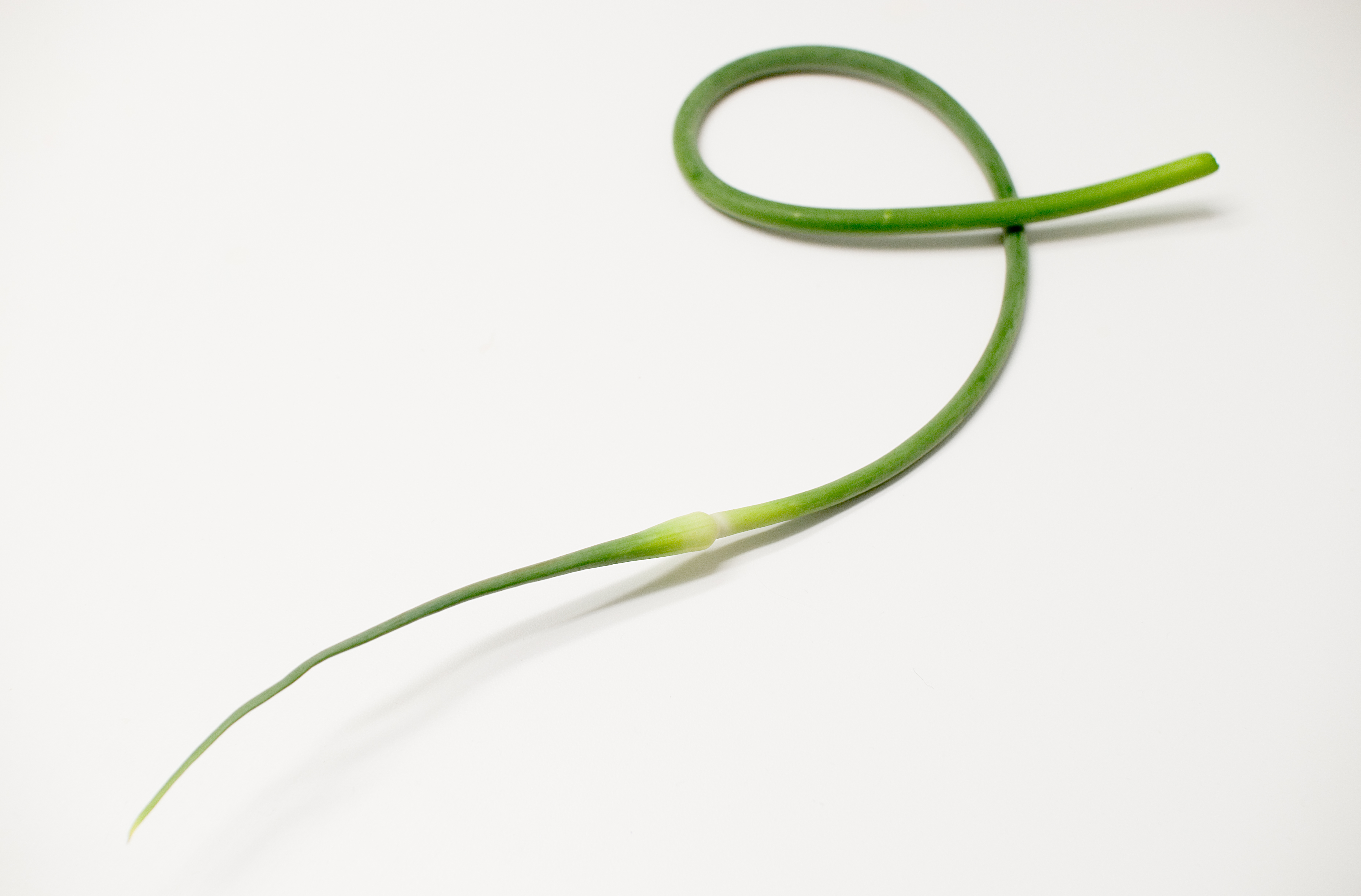
잎
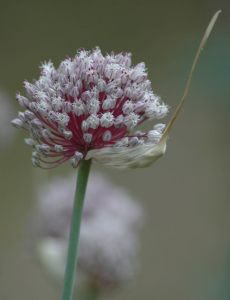
꽃
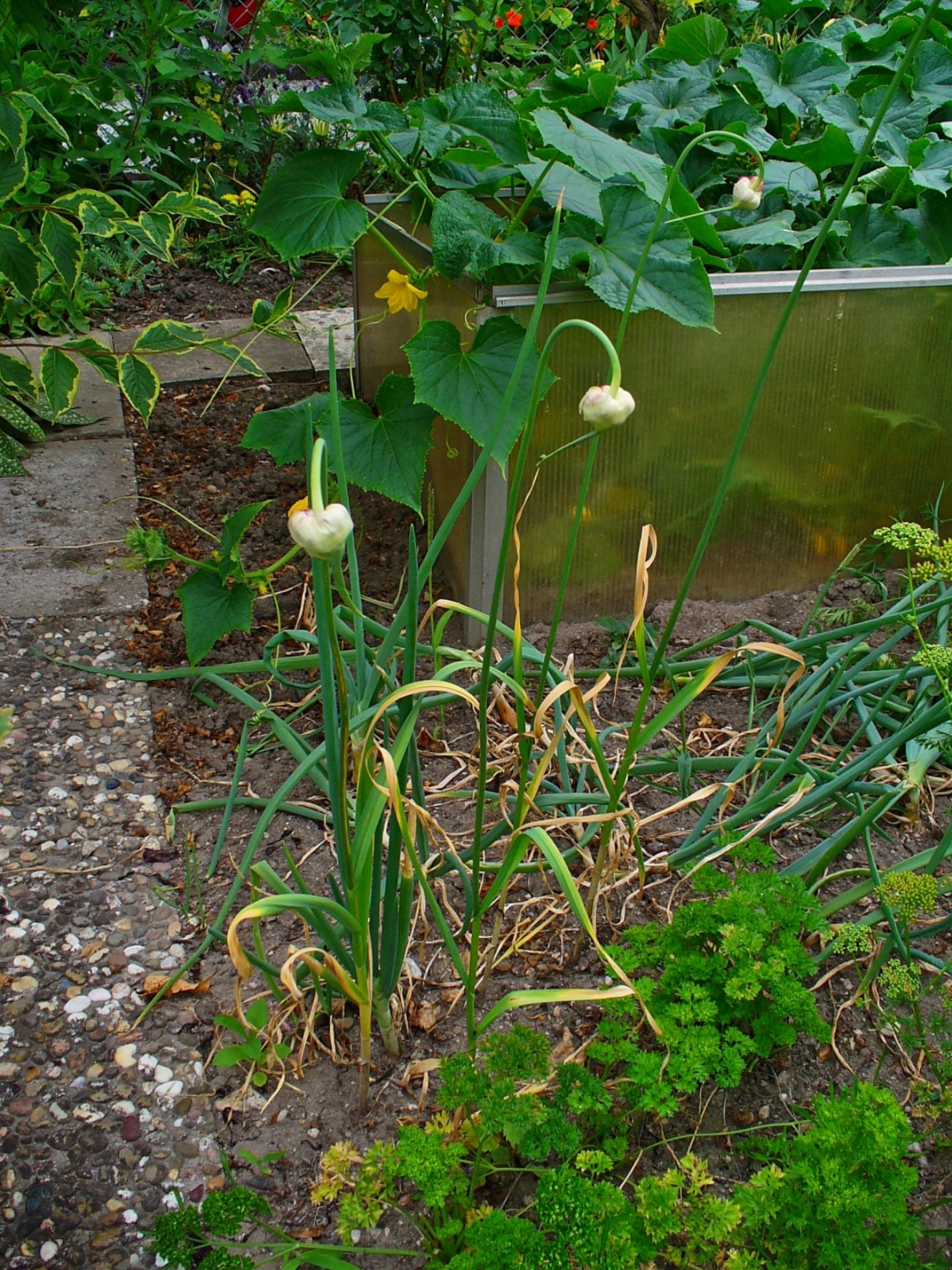
열매 1
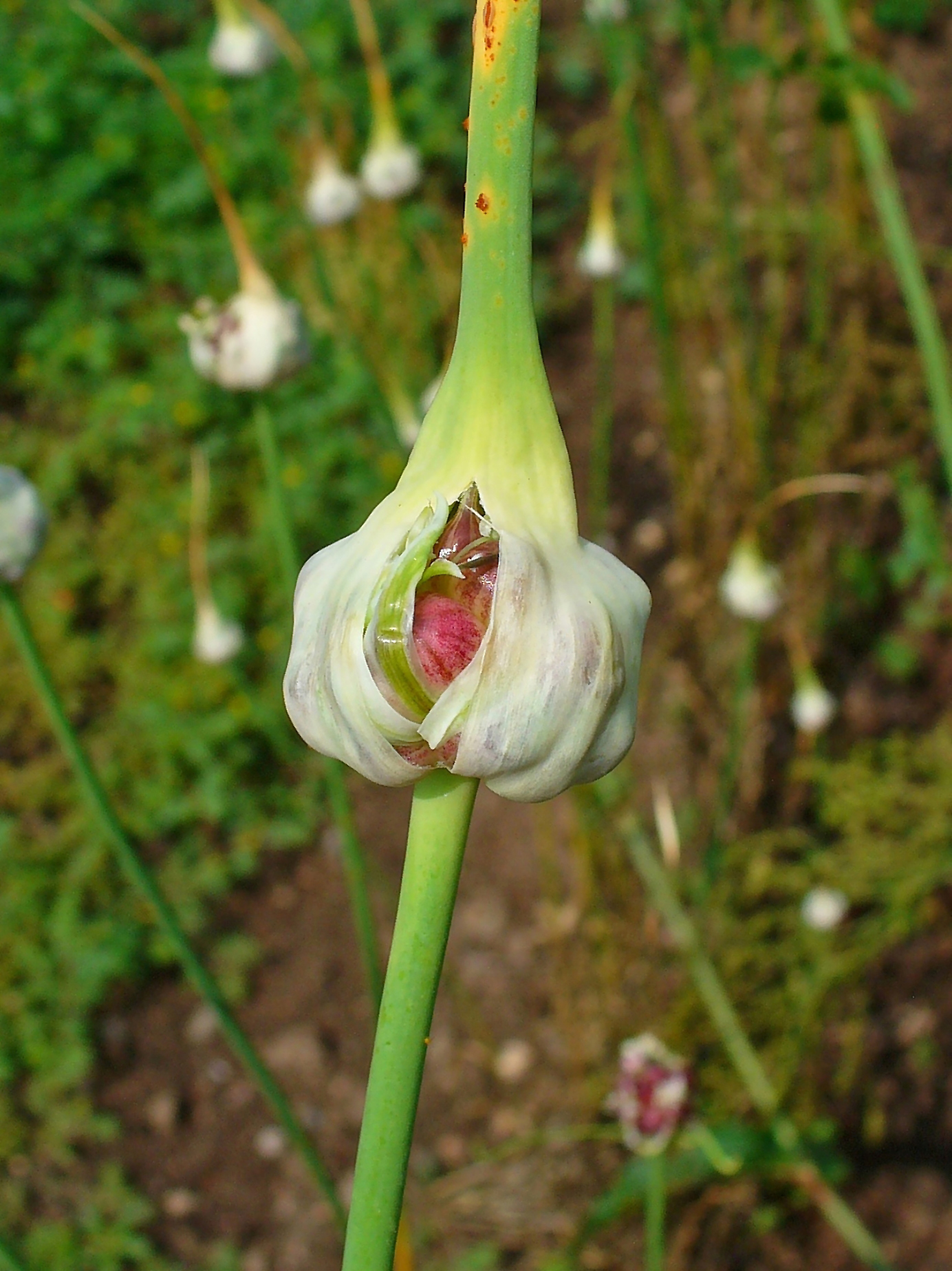
열매 2
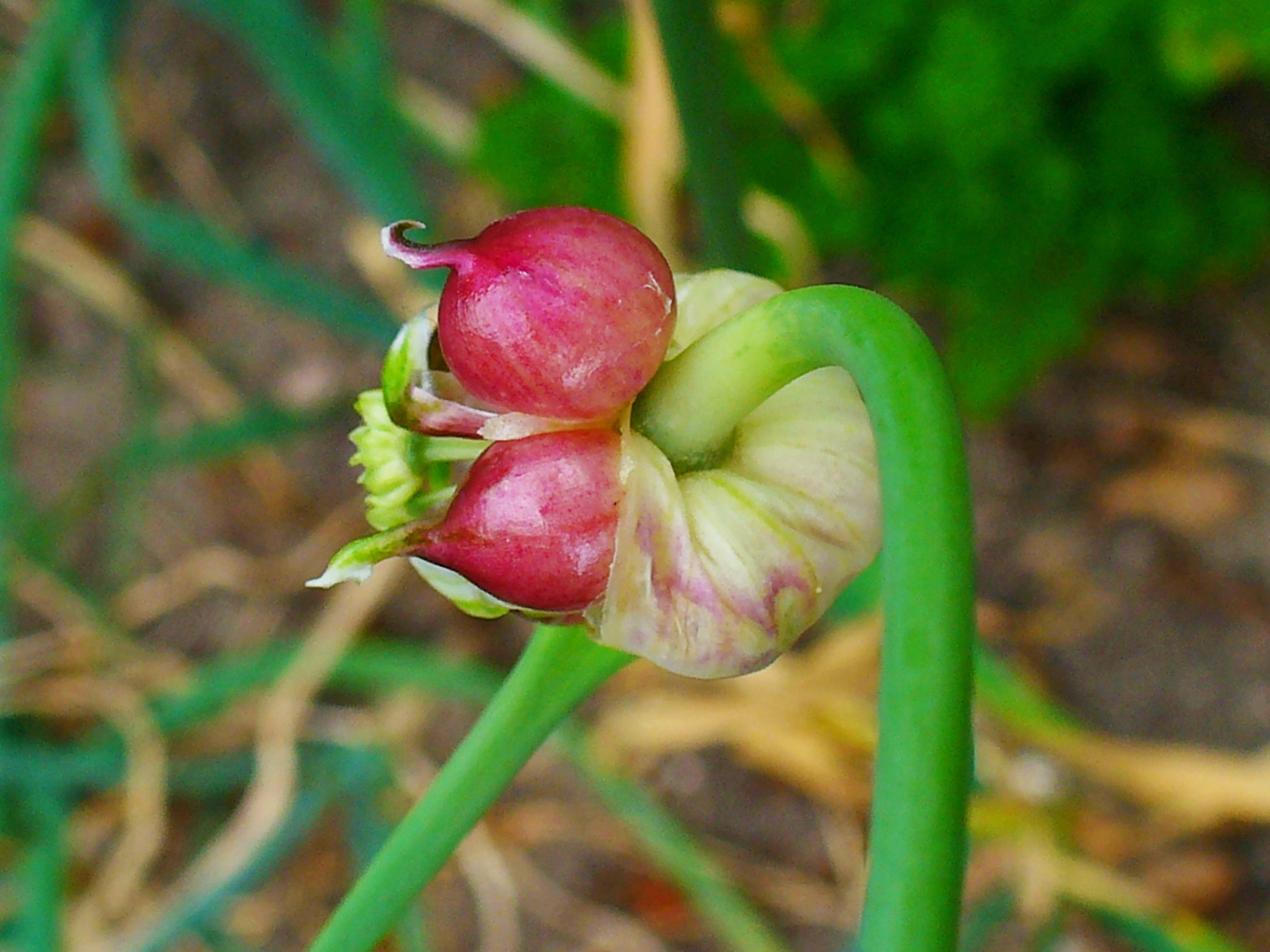
열매 3
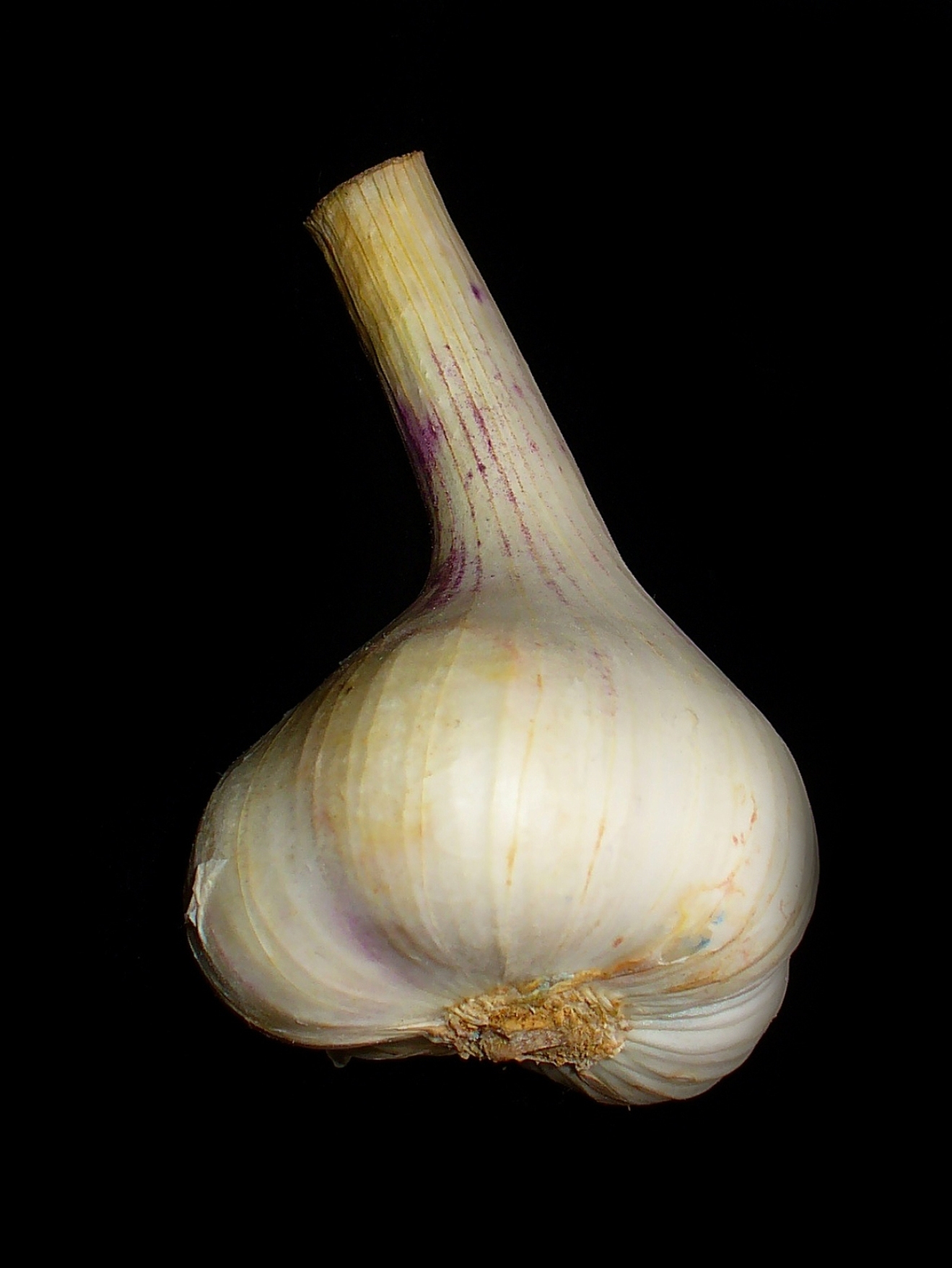
열매 4
비늘줄기의 껍질을 벗긴 깐마늘

## 같이 보기
- 코끼리마늘
- 파
- 파
- 양파
- 약용식물
- 마늘가루
- 마늘 짜개

## 참고 문헌
- 이 문서에는 다음커뮤니케이션(현 카카오)에서 GFDL 또는 CC-SA 라이선스로 배포한 글로벌 세계대백과사전의 내용을 기초로 작성된 글이 포함되어 있습니다.